# Shirley Spragge
 (décembre 2020).
Shirley Spragge, née le 22 juillet 1929 à Toronto et morte à Kingston le 11 juillet 1995, est une archiviste canadienne.
En 1953, elle épouse Godfrey Spragge, avec qui elle aura deux fils.

## Biographie
Spragge obtient d'abord un baccalauréat en histoire en 1952 à l'Université de Toronto. Son intérêt pour l'archivistique se développe à partir de son entrée aux Archives d'Ontario, où son père, George Spragge, travaillait en tant qu'archiviste provincial. En 1976, elle offre ses services aux Anglican General Synod Archives. Sous la supervision du docteur révérend Thomas R. Millan, elle se consacre notamment à la complétion d'un inventaire des documents du révérend R.B.R. Westgate,. Elle commence à travailler dans le service d'archives de l'Université Cornell au début des années 1970. En 1973, elle termine un cours en gestion des archives aux Archives publiques du Canada. En 1974, elle obtient sa maîtrise en histoire à l'Université Queen’s, où elle travaillerait en tant qu’archiviste à partir de 1979. Elle y est notamment responsable du développement du programme d’archives pour l'Hôpital général de Kingston. Spragge offre également ses services au Conseil interconfessionnel de l'université. Elle joue aussi un rôle actif en tant que secrétaire de l’Association de la faculté de Queen's. En 1986, elle obtient son doctorat en histoire à l'Université Queen's. Durant les deux dernières années de sa vie, elle travaille également en tant qu'éditrice de la section de critiques littéraires de la revue Archivaria, dans laquelle elle avait déjà publié plusieurs articles par le passé.
Shirley Spragge est morte le 11 juillet 1995 de la sclérodermie, à Kingston.

## Contribution intellectuelle
Shirley Spragge s'est beaucoup intéressée aux archives anglicanes canadiennes, auxquelles elle a contribué à plusieurs reprises durant sa carrière. C’est d’ailleurs elle qui aurait introduit les premières pratiques descriptives modernes au sein des Anglican General Synod Archives.
L'influence de sa formation en histoire est évidente dans plusieurs de ses écrits. Elle considère que champ de vision de l'archivistique doit comprendre à la fois le passé et le présent, qui, selon elles, ne peuvent être compris l'un sans l’autre. Plusieurs de ses écrits concernent d’ailleurs de vieux documents d’archives dont elle évalue l'état et la pertinence des informations qui y sont contenues. Spragge s'intéresse également à plusieurs enjeux touchant l’archivistique, incluant la quête pour l'obtention du statut de profession.
L'archivistique, selon elle, sert un but en grande partie identitaire. Un de ses articles les plus cités, « The Adbdication Crisis : Are Archivists Giving Up Their Cultural Responsability? », dénonce les archivistes qui, durant la constitution d'archives totales, privilégient la collecte de documents publics et négligent les documents actifs et semi-actifs privés sous prétexte que ces derniers sont plus difficiles à acquérir. Pour Spragge, qui considère qu’il est essentiel de documenter l’identité nationale, cette attitude représente, pour un archiviste, une forme d’abdication de ses responsabilités envers la société .
Au cours de sa carrière, Shirley Spragge a offert à plusieurs reprises son aide aux nouveaux archivistes ou ceux travaillant dans des dépôts en difficulté. Son soutien envers les femmes dans la profession fut considéré remarquable. Elle a aussi été un membre actif de plusieurs groupes locaux d’histoire, de femmes, d’histoire des femmes et de théologie. 

## Publications
- 1974 : The Quest for Professional Status Examples and Inferences in The Canadian Archivist, 2(5) : 29‑40.
- 1985 : I hear you, Chris, in Archivaria no 20 : 6‑7.
- 1989 : Macdonald, Guide to the Holdings of the Archives of the Ecclesiastical Province and Dioceses of Rupert's Land: Records of the Anglican Church... ; Evans, Masinahikan: Native Language Imprints in the Archives and Libraries of the Anglican Church of Canada in Archivaria no 28 : 169‑172.
- 1990 : «  One Parchment Book at the Charge of the Parish… », in Archivaria no 30 : 55‑63.
- 1995 : The Abdication Crisis: Are Archivists Giving Up Their Cultural Responsibility? in Archivaria no 40 : 173‑181.

## Distinctions
En 1993, elle reçoit le prix Alexander Fraser offert par l'Archive Association of Ontario.

## Annexe